# Collegium Musicum (Danmark 1981)
 For alternative betydninger, se Collegium Musicum. (Se også artikler, som begynder med Collegium Musicum)
Collegium Musicum (Danmark 1981) blev etableret i 1981 med Michael Schønwandt som leder. Det er et professionelt ad hoc symfoniorkester men en bemanding på omkring 40 musici. 
I sine første år gav orkestret en lang række koncerter i Odd Fellow Palæets Koncertsal og senere i Tivolis Koncertsal. Desuden lavede det en række CD-indspilninger, bl.a. af alle Niels W. Gades 8 symfonier. De deltagende musikere har for manges vedkommende ansættelse i andre orkestre, Det Kongelige Kapel, Radiosymfoniorkestret og Sjællands Symfoniorkester. Alligevel lykkedes det angiveligt at arrangere turneer først og fremmest i Danmark, men også i Norge, Sverige, Frankrig og Tyskland.
Der er ikke mange spor af orkestret efter midt-halvfemserne. Dog er det i årene 2013-2016 noteret som opera-orkester ved Opera Hedelands forestillinger af operaerne Madame Butterfly, Il trovatore, Cosi fan tutte og La sonnambula) under ledelse af Alexander Polianichko, Martin Nagashima Toft og Henrik Schaefer.

## CD-indspilninger
- Mozart: Klaverkoncerterne 20 og 23 (BIS 1984)
- Mozart: Violinkoncerter nr. 3 og 5 (BIS 1984)
- Haydn: Symfoni nr. (Electrecord 1987)
- Ludwig van Beethoven: De 4 klaverkoncerter (BIS 1987-1989)
- Niels W. Gade: Kalanus (Kontrapunkt 1987)
- Niels W. Gade: Elverskud (Kontrapunkt 1991)
- Richard Strauss: Oboe Concerto + Le Bourgeois Gentilhomme (Kontrapunkt 1990)
- Niels W. Gade: De 8 symfonier /Dacapo / Naxos 1992-93)
- Poul Ruders: Violinkoncert nr. 2 (Dacapo / Naxos 1993)
- Niels W. Gade: Psyche (Kontrapunkt 1997)
- Édouard du Puy: Ungdom Og Galskab + Fløjtekoncert (Dacapo / Naxos 1997)
- Mozart: Gran Partita + GOUNOD: Petite symphonie (Rondo 2001)